# K-2 (пистолет)
K-2 — автоматический пистолет, разработанный в 1990-х годах в Армении и принятый на вооружение правоохранительных органов и Вооружённых Сил Республики Армения.

## История
Пистолет начали выпускать ещё в начале 1990-х годов, для этого использовались мощности и наработки, которые остались со времён СССР. Оружие сделано под патрон 9×18 мм со своим клеймом из двух армянских букв на донце гильзы, обозначающих инициалы названия государства — Республика Армения. Пистолет использует автоматику со свободным затвором, возвратная пружина находится под стволом, ударно-спусковой механизм курковый, самовзводный (двойного действия), предохранитель слева на затворе. Оружие сделано полностью из стали, щёчки рукоятки — алюминиевые, пластиковые, либо деревянные, магазин двухрядный, коробчатый. Прицельные приспособления фиксированные, нерегулируемые. Ёмкость магазина — 14 патронов. На левой части пистолета расположена надпись о том, какой используется патрон — 9,2×18, тот же, что и 9×18 мм, который задействован в пистолете Макарова. Пистолет выпускался в Ереване предприятием ОАО «НПО «Гарни-лер» вплоть до 2002 года, до тех пор, пока не попытались начать выпуск под патроны НАТО, из-за неудачи производство остановили и заморозили.

## Основные характеристики
- Калибр: 9 мм.
- Патрон: 9×18 мм.
- Длина: 195 мм.
- Высота: 138 мм.
- Длина ствола: 118 мм.
- Масса: 0,94 кг.

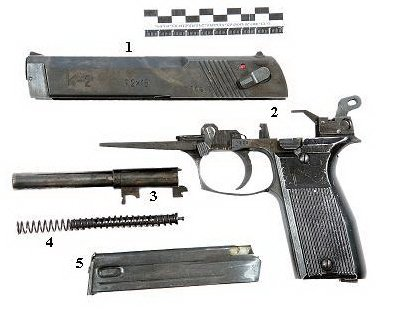
K-2 в разобранном виде.

- Количество и направление нарезов: 6, правонаклонные
- Шаг нарезов: 250 мм.
- Начальная скорость полёта пули: 325 м/с.
- Скорострельность: 30 выстр./мин.
- Прицельная дальность: 50 м.
- Эффективная дальность: 25 м.
- Вид боепитания: коробчатый двухрядный магазин на 14 патронов.

## K-2B
26-27 октября 2012 года на оружейной выставке в Армении была представлена модель переделанного K-2B. Вероятно, производство снова запускали, хотя о серийном производстве информации нет.

## Страны-эксплуатанты
- Армения